# Shohei Takeda
Shohei Takeda (født 4. april 1994) er en japansk fodboldspiller, som spiller for den japanske fodboldklub Fagiano Okayama.